# Saint-Cyr-du-Doret
 Saint-Cyr-du-Doret  es una población y comuna francesa, situada en la región de Poitou-Charentes, departamento de Charente Marítimo, en el distrito de La Rochelle y cantón de Courçon.

## Demografía
| 392 | 377 | 345 | 283 | 340 | 365 |
| Para los censos de 1962 a 1999 la población legal corresponde a la población sin duplicidades (Fuente: INSEE [Consultar]) |     |     |     |     |     |